# Bahnstrecke Groß Kreutz–Lehnin
| Kursbuchstrecke: | 106g (1934) 207g (1944) |                  |                  |
| Streckenlänge: | 11,9 km                 |                  |                  |
| Spurweite: | 1435 mm (Normalspur)    |                  |                  |
| |                         |                  |                  |
| \| \| \| von Potsdam \| \| \| \| 0,0 \| Groß Kreutz \| Groß Kreutz \| \| \| \| nach Magdeburg \| \| \| \| 4,0 \| Neu-Bochow \| Neu-Bochow \| \| \| 6,0 \| Damsdorf \| Damsdorf \| \| \| \| Bundesautobahn 2 \| \| \| \| 9,1 \| Nahmitz \| Nahmitz \| \| \| \| Emster Kanal \| \| \| \| 11,9 \| Lehnin \| Lehnin \| |                         |                  |                  |
| Strecke |                         | von Potsdam      | von Potsdam      |
| Bahnhof | 0,0                     | Groß Kreutz      | Groß Kreutz      |
| Abzweig ehemals geradeaus und nach rechts |                         | nach Magdeburg   | nach Magdeburg   |
| Bahnhof (Strecke außer Betrieb) | 4,0                     | Neu-Bochow       | Neu-Bochow       |
| Bahnhof (Strecke außer Betrieb) | 6,0                     | Damsdorf         | Damsdorf         |
| Strecke mit Straßenbrücke (Strecke außer Betrieb) |                         | Bundesautobahn 2 | Bundesautobahn 2 |
| Bahnhof (Strecke außer Betrieb) | 9,1                     | Nahmitz          | Nahmitz          |
| Brücke über Wasserlauf (Strecke außer Betrieb) |                         | Emster Kanal     | Emster Kanal     |
| Kopfbahnhof Streckenende (Strecke außer Betrieb) | 11,9                    | Lehnin           | Lehnin           |

Die Bahnstrecke Groß Kreutz–Lehnin war eine Nebenbahn in Brandenburg, die ursprünglich durch die Lehniner Kleinbahn AG (LeK) erbaut und betrieben wurde. Sie verband den Hauptort Lehnin der zwischen Havel und Zauche im Land Brandenburg gelegenen Gemeinde Kloster Lehnin mit dem Bahnhof Groß Kreutz an der Hauptstrecke Berlin–Genthin–Magdeburg.

## Geschichte

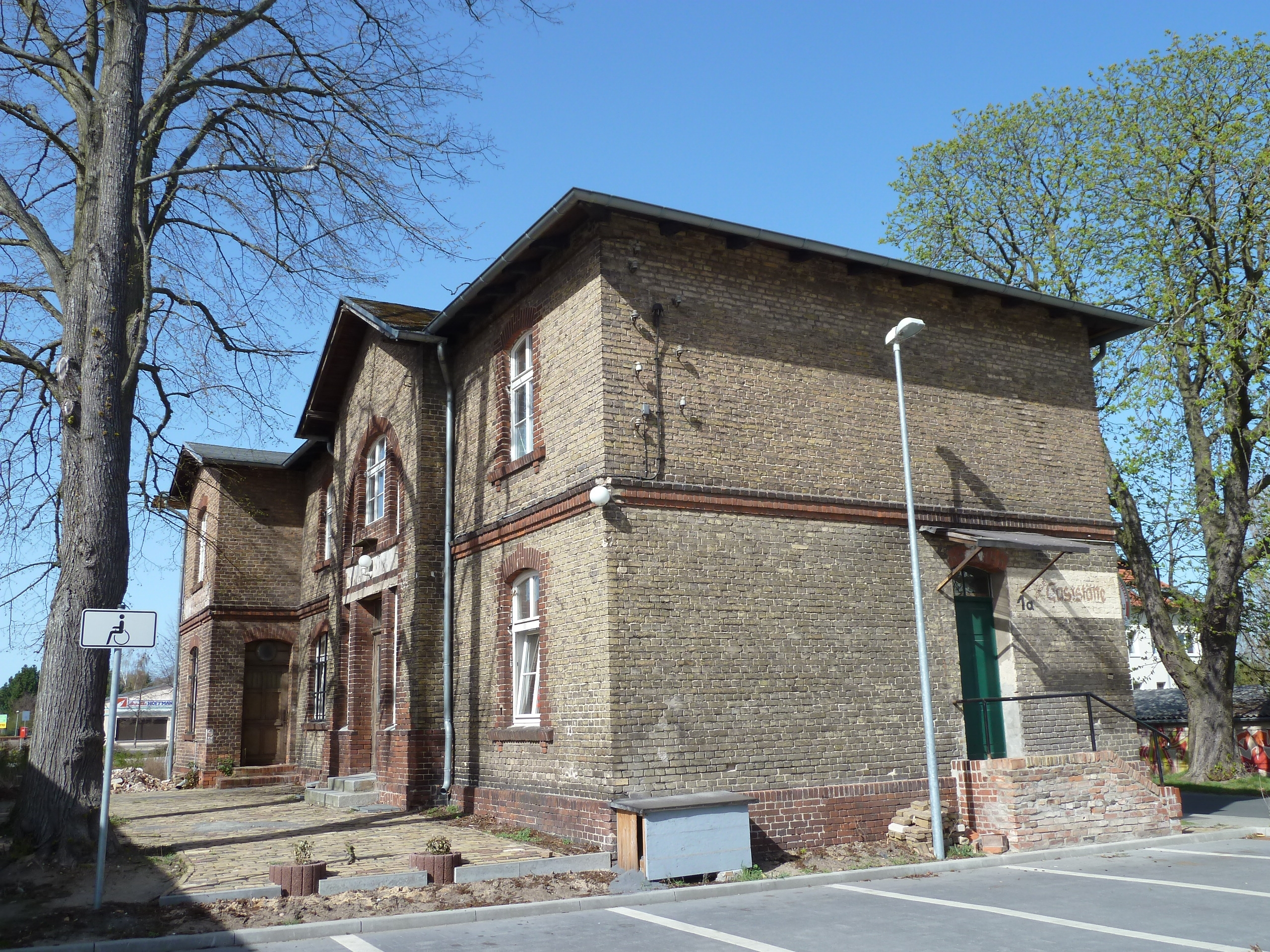
Denkmalgeschütztes Bahnhofsgebäude in Lehnin. (2011)

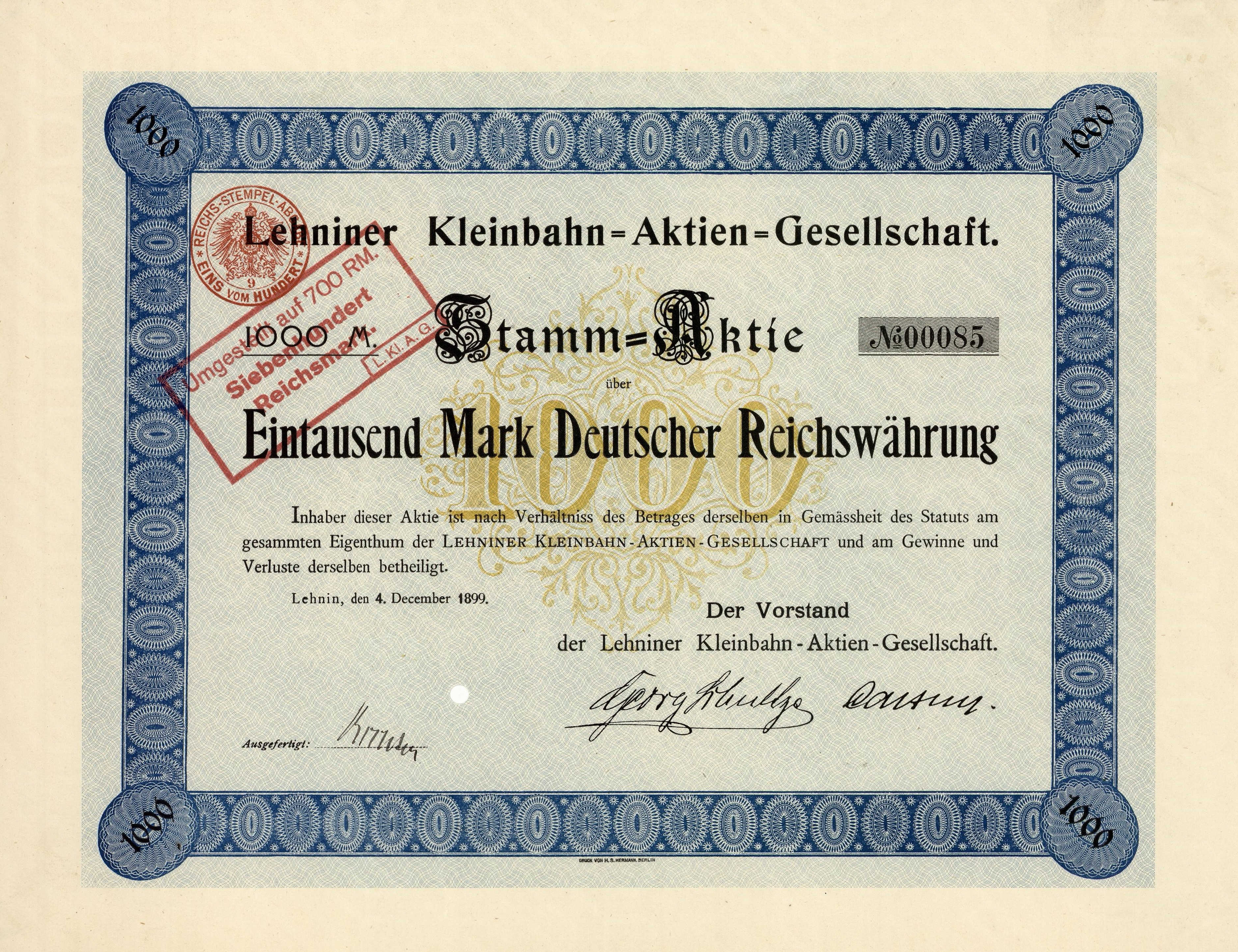
Aktie über 1000 Mark der Lehniner Kleinbahn-AG vom 4. Dezember 1899

Die 11,9 Kilometer lange normalspurige Bahn wurde am 19. Oktober 1899 eröffnet.
Aktionäre der Lehniner Kleinbahn AG waren der Preußische Staat, die Provinz Brandenburg und der Kreis Zauch-Belzig sowie Privatleute. Den Betrieb führte das Landesverkehrsamt Brandenburg (Eisenbahnabteilung des Oberpräsidenten der Provinz Brandenburg).

Nach dem Kriegsende wurde die Bahn am 1. April 1949 der Deutschen Reichsbahn unterstellt, diese hielt den Personenverkehr bis zum 19. Dezember 1965 und den Güterverkehr bis zum 9. Oktober 1967 aufrecht. Dann wurde die Strecke stillgelegt und abgebaut. Für Güterverkehrsaufkommen sorgte unter anderem bis zum letzten Betriebstag noch das Sägewerk Nahmitz.
Das Empfangsgebäude des Bahnhofs Lehnin ist erhalten geblieben und steht ebenso wie mehrere Gebäude im Anfangsbahnhof der Strecke, Groß Kreutz, unter Denkmalschutz.